# Austronepa angusta
Austronepa · Austronepini
Tribu
Genre
Espèce
Austronepa augusta est une espèce d'insectes de l'ordre des hémiptères, de l'infra-ordre des hétéroptères (punaises), et de la famille des Nepidae. Elle est endémique d'Australie, et c'est à ce jour la seule espèce du genre Austronepa, lui-même l'unique genre de la tribu des Austronepini.

## Description
Les critères pour la distinguer des autres nèpes et ranatres australiennes (cinq genres et neuf espèces en 2012) sont les suivants. Chez Austronepa, la face ventrale de l'abdomen semble divisée longitudinalement en quatre bandes, deux centrales et deux latérales. Le corps est aplati (et non pas subcylindrique), et les hanches (coxae) médianes sont séparées l'une de l'autre par une distance supérieure au diamètre de l'une d'elles (alors que chez Ranatra et Cercotmetus, ces hanches sont très proches l'une de l'autre, la distance entre elles étant inférieure à un diamètre). Contrairement à Goondnomdanepa, son pronotum est plus long que large, et le sillon longitudinal du fémur antérieur, qui reçoit le tibia replié, ne mesure que la moitié environ de la longueur du fémur. 
Son corps est ovale très allongé. Le siphon respiratoire est comparativement court, mesurant environ un tiers de la longueur du corps. La tête est  à peu près aussi large que l'avant du pronotum. Les antennes ont trois articles, le deuxième comportant une petite projection de la forme d'un doigt. Les marges latérales du pronotum sont concaves. Le fémur antérieur porte une épine aiguë au milieu. La distance entre les hanches médianes et les hanches postérieures est supérieure à un diamètre de hanche. Les ailes antérieures sont fortement coriacées, et la membrane (partie postérieure souple) est opaque avec de nombreuses cellules et des veines formant des embranchements.
Une clé pour la distinguer des autres Nepidae australiennes se trouve sur le site du Centre australien pour les écosystèmes d'eau douce.

## Répartition et habitat
C'est une espèce endémique d'Australie, qu'on rencontre dans le Queensland, le Territoires du Nord et l'Australie occidentale,,.
On la rencontre dans les mares boueuses et peu profondes, ou dans les cours d'eau calmes et avec peu de végétation.

## Biologie
Comme les autres Nèpes, cette punaise carnivore chasse à l'affut sous l'eau. Elle se cache et guette ses proies grâce à son excellente vue.

## Systématique
Cette espèce a été décrite en 1924 par Herbert Mathew Hale (d) (1895-1963), qui la place à ce moment dans le genre Curicta. En 1964, Arnold S. Menke (d) et Lionel Alvin Stange (d) (1935-2020) la déplace dans un nouveau genre créé pour elle, dont elle est la seule espèce, et dans une tribu séparée. En 1968, Jose Alejandro de Carlo (d) (1896-1983) décrit l'appareil génital du mâle (et, en 1983, publie une étude qui compare l'appareil génital mâle des différents genres d'hémiptères aquatiques, dont celui d’Austronepa). Enfin, Ivor Lansbury et T. E. Woodward (1918-1985) révisent la classification des Nepidae australiens à l'occasion de la description d'une nouvelle espèce. 
Ses lectotypes sont conservés au musée d'Australie-Méridionale d'Adelaïde.

### Étymologie
Son nom de genre est composé à partir de « -nepa » (nèpe, en latin scientifique), et « austro- » pour Australie, la région où on la rencontre. Et son épithète spécifique angusta lui est donnée pour l'étroitesse de son corps (du latin angustus, étroit, resserré). 